# Refugi de muntanya de Sagramorta
El Refugi de muntanya de Sagramorta és una obra d'Alp (Baixa Cerdanya) inclosa a l'Inventari del Patrimoni Arquitectònic de Catalunya.

## Descripció
Edifici de planta baixa i dos pisos, amb teulat amb dos aiguavessos, d'escasses i petites obertures. Té una capacitat per a vint-i-set persones.
Antiga borda del despoblat de Sagramorta, que l'any 1927 va ser rehabilitada i arrendada pel Club Muntanyenc Barcelonès per refugi de muntanya i pels esports de neu. Des del 1972 passà a propietat d'aquest club.

## Història
El poble de Sagramorta desaparegué al segle xvi i el seu temple (possiblement de Templers) fou derruït al segle xix. Encara, enmig del bosc, a pocs minuts del refugi, se'n poden veure els vestigis. El lloc és citat a la consagració de la Catedral d'Urgell com a "Sacromortua" l'any 835.